# I'm Not a Girl, Not Yet a Woman
I'm Not a Girl, Not Yet a Woman je pesem ameriške glasbenice Britney Spears. Pesem je napisala Dido, dodatno pisanje in produkcijo pa sta opravila Max Martin in Rami Yacoub za njen tretji glasbeni album, Britney (2001). 5. februarja 2002 je pesem kot singl izšla preko založbe Jive Records, in sicer kot drugi singl z albuma v Združenih državah Amerike in Kanadi ter tretji drugod po svetu. Soft rock pesem govori o pubertetniški jezi in bolečini in Britney Spears jo je označila za zelo navdihujočo in eno izmed njenih najljubših pesmi, kar jih je kdaj pela.
Pesmi »I'm Not a Girl, Not Yet a Woman« so glasbeni kritiki dodelili v glavnem pozitivne ocene. Zelo naj bi izstopala od ostalih pesmi z albuma Britney in večkrat so jo primerjali z baladami Dianne Warren. Pesem ni bila preveč uspešna na Billboardovih lestvicah v Združenih državah Amerike, vendar je singl »I'm Not a Girl, Not Yet a Woman« kljub temu zasedel eno izmed prvih desetih mest na glasbenih lestvicah v Nemčiji, Avstriji, Avstraliji, na Irskem, Nizozemskem, Švedskem in v Združenem kraljestvu. Kasneje je pesem prejela zlato certifikacijo s strani organizacije Australian Recording Industry Association (ARIA) za več kot 35.000 prodanih izvodov singla.
Videospot za pesem, ki ga je režiral Wayne Isham, je izšel skupaj s filmom Več kot dekle (2002), kar je bil prvi film Britney Spears, v katerem je zaigrala protagonistko. Videospot je prikazoval Britney Spears med petjem pesmi o prehodu iz otroštva v odraslost. Posneli so ga v kanjonu Antelope, Arizona. Britney Spears je pesem »I'm Not a Girl, Not Yet a Woman« izvedla na svoji turneji Dream Within A Dream Tour, kjer je pred nastopom sedla zraven pianista in se nekaj časa pogovarjala z občinstvom in šele nato pričela izvajati pesem.

## Ozadje
Pesem »I'm Not a Girl, Not Yet a Woman« je napisal Dido, dodatno pisanje, produkcijo in avdio mešanje pa sta opravila Max Martin in Rami Yacoub. Britney Spears je vokale za pesem posnela maja 2001 v studiu Maratone v Stockholmu, Švedska, in junija 2001 v studiu Battery v New York Cityju, New York. Spremljevalne vokale sta zapela Max Martin in Jeanette Oison. Pesem »I'm Not a Girl, Not Yet a Woman« so na začetku nameravali vključiti samo na soundtrack filma Več kot dekle (2002) in Britney Spears se je šele kasneje odločila, da bo pesem vključila tudi na svoj tretji glasbeni album, Britney (2001). Pesem je Britney Spears označila za »zelo navdihujočo [...] in po vsej verjetnosti eno izmed meni najljubših pesmi, kar sem jih kdaj pela«, hkrati pa je zaradi pisanja besedila pohvalila Dida, saj »mi je bilo res v veliko čast, da si del mojega albuma. Hvala za tvoj prispevek.«

## Sestava
Pesem »I'm Not a Girl, Not Yet a Woman« je soft rock balada z veliko poudarka na klavirju, ki traja tri minute in devetinštirideset sekund. Pesem je napisana v E-duru. Besedilo pesmi govori o jezi in bolečini, ki pestijo najstnice v puberteti, v eni izmed kitic pa Britney Spears trdi: »Včasih sem menila, da imam odgovor za vse« (»I used to think I had the answers to everything«). Pesem »I'm Not a Girl, Not Yet a Woman« sestavlja osnovna procesija akordov E♭–A♭2–Fm7–B♭.

## Sprejem kritikov
Catherine Halaby iz revije Yale Daily News je pesem označila za »dobro oblikovano balado«, ki »izpade kot katalizator njenega nasveta, kako naj se njene mlade ženske oboževalke soočijo s puberteto in razlaga za njeno dekliško, vendar ne otročje obnašanje.« Jim Farber iz revije Daily News je med oceno turneje Dream Within a Dream Tour pesem označil za »sladko pop pesem«, tako kot njeno prejšnjo balado, »Don't Let Me Be the Last to Know«. Nikki Tranker s spletne strani PopMatters je pesem označila za »Britneyjino izstopajočo izjavo z albuma  [Britney], [...] balado, ki [pevki] dopušča pokazati svoje vokalne sposobnosti, kljub temu pa še vedno sledi pravilom varnega popa.« Poleg tega je pesem primerjala z raznimi baladami, ki jih je napisala Diane Warren. Katie Perone iz revije Loyola Greyhound je napisala, da je pesem »očitno definirala temo dela: Britneyjino odraščanje in željo potem, da bi delala, kar si želi.«

## Dosežki na lestvicah
Pesem »I'm Not a Girl, Not Yet a Woman« je uživala v velikem moderatnem uspehu. Čeprav so jo izdali zato, da bi pomagala pri promociji filma Več kot dekle, pesem v Združenih državah Amerike ni bila tako uspešna. Na lestvico Billboard Hot 100 se sploh ni uvrstila, na lestvici Billboard Bubbling Under Hot 100 pa je zasedla drugo mesto. Kakorkoli že, pesem se je uvrstila na enaindvajseto mesto lestvice Billboard Pop Songs in na enainpetdeseto mesto kanadske glasbene lestvice. Pesem je potem, ko je na lestvici v Združenem kraljestvu ostajal že sedem tednov, končno zasedel drugo mesto. Na avstralski lestvici je pesem zasedla sedmo mesto in kasneje prejela zlato certifikacijo s strani organizacije Australian Recording Industry Association za 30.000 prodanih izvodov. Eno izmed prvih desetih mest je pesem zasedla tudi na avstrijski, nemški, irski, nizozemski in švedski lestvici.

## Videospot
Videospot za pesem »I'm Not a Girl, Not Yet a Woman« so posneli med 16. in 18. avgustom v kanjonu Antelope, Arizona. Režiral ga je Wayne Isham. Slednji je nameraval Britney Spears prikazati v naravi. Wayne Isham je dejal, da so videospot posneli samo na prostem in da nobenega izmed prizorov niso posneli v studiju. O odnosu Britney Spears do njenega dela je povedal:
Odšla je ven in, brez kakršnih koli varnostnih kablov, kar stala tam s tistimi kavbojskimi škornji. Stala je na robu pečine v kavbojskih škornjih in izgledala zelo privlačno. Bili smo čisto ob robu in ni niti zamežikala od strahu. O njej lahko povem samo pozitivne reči [...] Na snemanje je prišla polna pozitivne energije. Ko je končala, nas je vse osupnila.
Videospot je prejel japonsko glasbeno nagrado v kategoriji za »najboljši mednarodni videospot«. Za to pesem so posneli dve verziji videospota. Prva je bila posneta za verzijo pesmi z albuma, je prikazoval Britney Spears na vrhu pečine in znotraj kanjona Antelope. Druga pa je bila posneta za filmsko verzijo pesmi, ki, ker je bil singl namenjen tudi promociji filma Več kot dekle (2002), vključuje tudi mnoge prizore iz filma. V ostalih scenah je bila Britney Spears prikazana, oblečena v večerno obleko v hotelski sobi, podobni tisti iz filma Več kot dekle, v neki drugi pa je sedela blizu tabornega ognja in v naslednji je bila prikazana v avtomobilu, ki je vključen tudi v film.

## Seznam verzij
| - Evropski CD s singlom 1. »I'm Not a Girl, Not Yet a Woman« — 3:51 2. »I'm Not a Girl, Not Yet a Woman« (španska radijska verzija) — 3:28 3. »I'm Not a Girl, Not Yet a Woman« (remix Chocolatea Pume) — 7:38 4. »I Run Away« — 3:59 5. »Overprotected« (videospot) — 3:32 6. Več kot dekle (filmski napovednik) - Japonski DVD s singlom 1. »I'm Not a Girl, Not Yet a Woman« (videospot) 2. Več kot dekle (filmski napovednik) 3. Live from Las Vegas | - Gramofonska plošča 1. »I'm Not a Girl, Not Yet a Woman« (španski klubski remix) — 6:01 2. »I'm Not a Girl, Not Yet a Woman« (španska radijska verzija) — 3:28 3. »I'm Not a Girl, Not Yet a Woman« (remix Chocolatea Pume) — 7:38 4. »I'm Not a Girl, Not Yet a Woman« — 3:51 - Dodatek k albumu The Singles Collection 1. »I'm Not a Girl, Not Yet a Woman« — 3:51 2. »I Run Away« — 3:59 |

## Ostali ustvarjalci
- Britney Spears – glavni vokali
- Dido Armstrong – tekstopisec
- Max Martin – tekstopisec, producent, remix, spremljevalni vokali
- Rami Yacoub – tekstopisec, producent, remix
- Jeanette Oisson – spremljevalni vokali
- Esbjörn Öhrwall – kitara
- Tom Coyne – audio urejanje

Vir:

## Dosežki in certifikacije
| Lestvica (2002)                                                    | Dosežek |
| ------------------------------------------------------------------ | ------- |
| Avstralija (ARIA)                                                  | 7       |
| Avstrija (Ö3 Austria Top 75)                                       | 3       |
| Belgija (Flandrija; Ultratop 50)                                   | 22      |
| Belgija (Valonija; Ultratop 40)                                    | 26      |
| Kanada (Canadian Hot 100)                                          | 57      |
| Nizozemska (Dutch Top 40)                                          | 9       |
| Danska (Tracklisten)                                               | 11      |
| Finska (Suomen virallinen lista)                                   | 16      |
| Francija (SNEP)                                                    | 25      |
| Nemčija (Media Control AG)                                         | 10      |
| Irska (IRMA)                                                       | 5       |
| Italija (FIMI)                                                     | 16      |
| Nova Zelandija (RIANZ)                                             | 40      |
| Romunija (Romanian Top 100)                                        | 21      |
| Švedska (Sverigetopplistan)                                        | 4       |
| Združeno kraljestvo (UK Singles Chart)                             | 2       |
| Združene države Amerike (Billboard Bubbling Under Hot 100 Singles) | 2       |

| Država     | Certifikacija | Prodaja |
| ---------- | ------------- | ------- |
| Avstralija | Zlata         | 35.000  |

## Litertura
1. 1 2 3  Opombe albuma Britney. Jive Records (2001) (angleško)
2. 1 2  Vena, Jocelyn (19. oktober 2009). »Britney Spears označi svojo neodvisnost z videospotom za pesem »I'm Not A Girl««. MTV Networks. MTV. Arhivirano iz prvotnega spletišča dne 22. novembra 2009. Pridobljeno 19. oktobra 2009. (angleško)
3. 1 2  Tranter, Nikki (5. november 2001). »Britney. Yeah, Britney«. PopMatters. Sarah Zupko. Pridobljeno 6. januarja 2010.
4. 1 2 3  Halaby, Catherine (9. november 2001). »Za Spearsovo je odraščanje kul«. Yale Daily News (v angleščini). The Yale Daily News Publishing Company. Arhivirano iz prvotnega spletišča dne 6. junija 2011. Pridobljeno 6. januarja 2010.
5. 1 2  »Britney Spears - »I'm Not a Girl, Not Yet a Woman« – Digitalna glasba«. Music Notes. Alfred Music Publishing. Pridobljeno 6. februarja 2010. (angleško)
6. ↑  »Britney – Ocene lbuma«. Plugged In. Focus on the Family. Pridobljeno 12. januarja 2011. (angleško)
7. ↑  Farber, Jim (9. november 2001). »Britney – Noč žive plastične punčke«. Daily News (v angleščini). Mortimer Zuckerman. Arhivirano iz prvotnega spletišča dne 29. junija 2011. Pridobljeno 6. januarja 2010.
8. ↑  Perone, Katie (4. december 2001). »Britney izda nov album«. Loyola Greyhound (v angleščini). Loyola University Maryland. Arhivirano iz prvotnega spletišča dne 16. avgusta 2011. Pridobljeno 6. januarja 2010.
9. 1 2  Whitburn, Joel (2005). Bubbling Under the Billboard Hot 100: 1959-2004: Joel Whitburn predstavlja. Record Research. ISBN 9780898201628. (angleško)
10. ↑  »Billboard singles«. Allmusic. 2002. Pridobljeno 20. julija 2008. (angleško)
11. ↑  »»Pop idoli« se borijo na britanski glasbeni lestvici«. Billboard (v angleščini). 15. april 2002. Arhivirano iz spletišča dne 9. decembra 2012. Pridobljeno 20. julija 2008.
12. 1 2  Austrian Recording Industry Association (2002). »Avstralske certifikacije«. aria.com.au. Pridobljeno 20. julija 2008. (angleško)
13. 1 2 3 4  »Jahreshitparade 2002 - austriancharts.at« (v angleščini). Ö3 Austria Top 40. Hung Medien. 9. februar 2011. Arhivirano iz prvotnega spletišča dne 12. marca 2014. Pridobljeno 25. avgusta 2016.
14. ↑  »Die ganze Musik im Internet: Charts, News, Neuerscheinungen, Tickets, Genres, Genresuche, Genrelexikon, Künstler-Suche, Musik-Suche, Track-Suche, Ticket-Suche - musicline.de« (v nemščini). Media Control Charts. PhonoNet GmbH. Arhivirano iz prvotnega spletišča dne 29. septembra 2012. Pridobljeno 2. septembra 2011.
15. ↑  I'm Not a Girl, Not Yet a Woman (singl). Britney Spears. Jive. 2001.{{navedi zapis o AV mediju}}:  Vzdrževanje CS1: drugo v Navedi AV medij (opombe) (povezava) (angleško)
16. ↑  »I'm Not a Girl, Not Yet a Woman« (singl). Britney Spears. Jive. 2002. ZJBI-70012.{{navedi zapis o AV mediju}}:  Vzdrževanje CS1: drugo v Navedi AV medij (opombe) (povezava) (angleško)
17. ↑  »I'm Not a Girl, Not Yet a Woman« (12"). Britney Spears. Jive. 2001. 925347.0P.{{navedi zapis o AV mediju}}:  Vzdrževanje CS1: drugo v Navedi AV medij (opombe) (povezava) (angleško)
18. ↑  The Singles Collection (compilation). Britney Spears. Jive Records. 2009. 886975967629.{{navedi zapis o AV mediju}}:  Vzdrževanje CS1: drugo v Navedi AV medij (opombe) (povezava) (angleško)
19. ↑  http://www.australian-charts.com/showitem.asp?interpret=Britney+Spears&titel=I%27m+Not+a+Girl%2C+Not+Yet+a+Woman&cat=s (angleško)
20. ↑  http://www.austriancharts.at/showitem.asp?interpret=Britney+Spears&titel=I%27m+Not+a+Girl%2C+Not+Yet+a+Woman&cat=s (nemško)
21. ↑  http://www.ultratop.be/nl/showitem.asp?interpret=Britney+Spears&titel=I%27m+Not+a+Girl%2C+Not+Yet+a+Woman&cat=s (v nizozemščini)
22. ↑  http://www.ultratop.be/fr/showitem.asp?interpret=Britney+Spears&titel=I%27m+Not+a+Girl%2C+Not+Yet+a+Woman&cat=s (francosko)
23. ↑  http://www.billboard.com/#/artist/Britney+Spears/chart-history/Britney (angleško)
24. ↑  http://www.top40.nl/search.aspx?keyword=Britney+Spears Arhivirano 2011-07-24 na Wayback Machine. (v nizozemščini)
25. ↑  http://www.danishcharts.com/showitem.asp?interpret=Britney+Spears&titel=I%27m+Not+a+Girl%2C+Not+Yet+a+Woman&cat=s Arhivirano 2012-10-04 na Wayback Machine. (angleško)
26. ↑  http://www.finnishcharts.com/showitem.asp?interpret=Britney+Spears&titel=I%27m+Not+a+Girl%2C+Not+Yet+a+Woman&cat=s (angleško)
27. ↑  http://www.lescharts.com/showitem.asp?interpret=Britney+Spears&titel=I%27m+Not+a+Girl%2C+Not+Yet+a+Woman&cat=s (francosko)
28. ↑  http://musicline.de/de/chartverfolgung_summary/title/SPEARS%2CBRITNEY/I%27m+Not+A+Girl%2Cnot+Yet+A+Woman/single Arhivirano 2013-09-26 na Wayback Machine. (nemško)
29. ↑  http://www.chart-track.co.uk/index.jsp?c=p%2Fmusicvideo%2Fmusic%2Farchive%2Findex_test.jsp&ct=240001&arch=t&lyr=2002&year=2002&week=9 Arhivirano 2012-06-09 na Wayback Machine. (angleško)
30. ↑  http://www.italiancharts.com/showitem.asp?interpret=Britney+Spears&titel=I%27m+Not+a+Girl%2C+Not+Yet+a+Woman&cat=s (angleško)
31. ↑  http://www.charts.org.nz/showitem.asp?interpret=Britney+Spears&titel=I%27m+Not+a+Girl%2C+Not+Yet+a+Woman&cat=s (angleško)
32. ↑  »100 najboljših - Glej »številka 24« leta 2002« (v angleščini). Romanian Top 100. Music & Media. Arhivirano iz prvotnega spletišča dne 4. junija 2007. Pridobljeno 1. maja 2011.
33. ↑  http://www.swedishcharts.com/showitem.asp?interpret=Britney+Spears&titel=I%27m+Not+a+Girl%2C+Not+Yet+a+Woman&cat=s (angleško)
34. ↑  http://www.theofficialcharts.com/archive-chart/_/1/2002-04-13 (angleško)